# 竹灵消
竹灵消（学名：Cynanchum inamoenum）为夹竹桃科鹅绒藤属的植物。分布在朝鲜、日本以及中国大陆的河北、安徽、湖南、山东、陕西、浙江、贵州、山西、甘肃、河南、湖北、西藏、辽宁、四川等地，生长于海拔100米至3,500米的地区，多生长于山顶、灌木丛中、山地疏林及山坡草地上，目前尚未由人工引种栽培。

## 别名
白龙须、老君须、雪里蟠桃、婆婆针线包（四川）；川白薇（四川中药志）；牛角风、九造台（陕西）